# Buttstädt

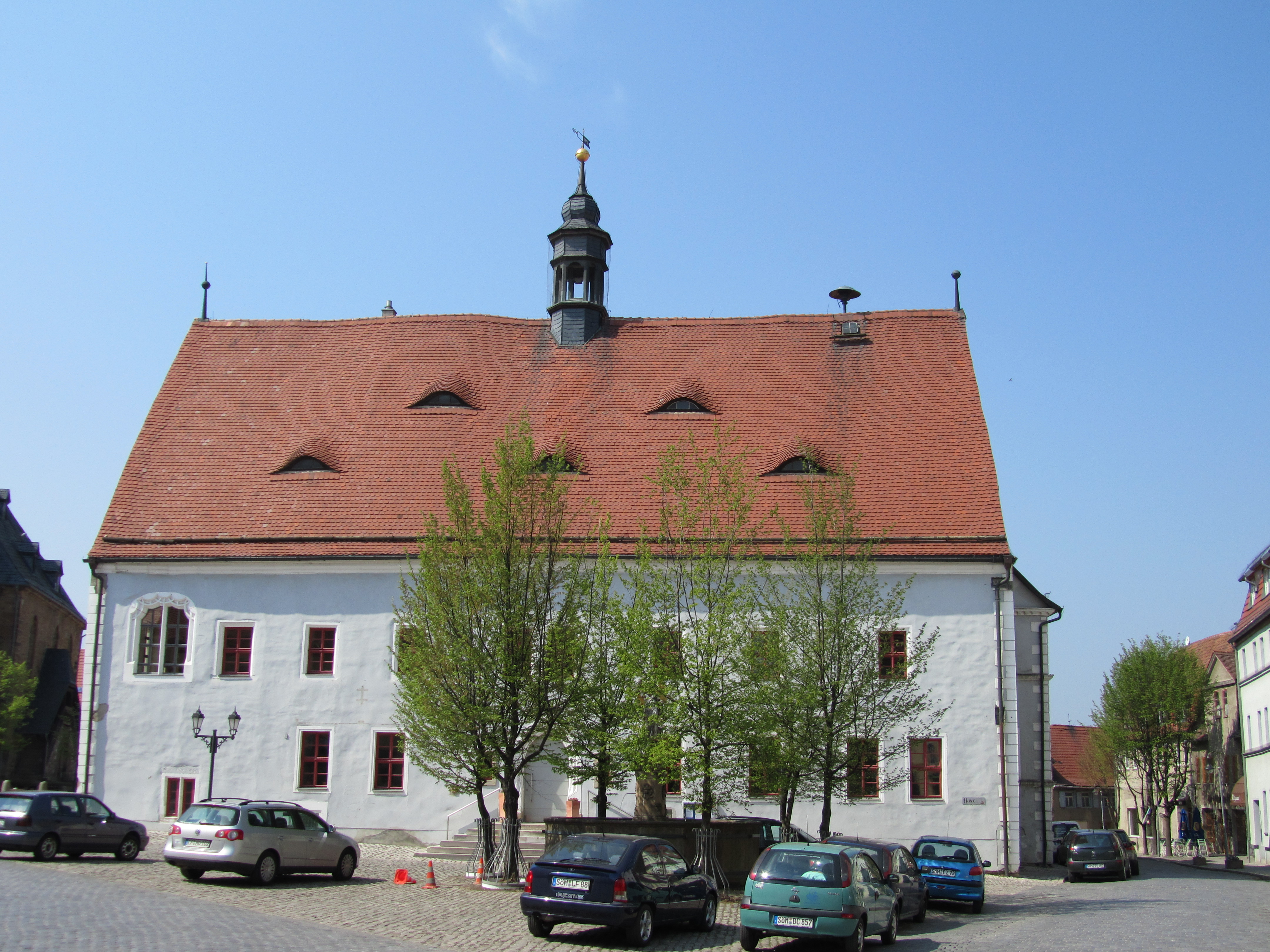
Rathaus

Buttstädt ist eine Landgemeinde (vor 2019 Landstadt) und zweitgrößte Kommune im Landkreis Sömmerda im deutschen Bundesland Thüringen.

## Geografie
Buttstädt befindet sich im östlichen Teil des Thüringer Beckens, an der Landesgrenze zu Sachsen-Anhalt, zwischen Ettersberg und Finne.

### Landgemeindegliederung
Die Landgemeinde Buttstädt gliedert sich in die folgenden Ortsteile:
- Buttstädt
- Ellersleben
- Eßleben-Teutleben mit Eßleben und Teutleben
- Großbrembach
- Guthmannshausen
- Hardisleben
- Kleinbrembach
- Mannstedt
- Olbersleben
- Rudersdorf

## Geschichte
Die erste schriftliche Erwähnung des Ortes Buttstädt erfolgte als Butesstat im sogenannten Breviarium sancti Lulli zwischen den Jahren 775 und 786, als die Schutzherrschaft Karls des Großen über das Kloster Hersfeld begann. Markgraf Ekkehard von Meißen wurde reichlich 100 Jahre später als Stadtgründer genannt. Im 9. Jahrhundert wurde der Ort in Unterlagen des Klosters Fulda genannt. Die Schenken von Großvargula besaßen um 1214 in Buttstädt Eigengüter und Lehen der Abtei Fulda und der Landgrafen von Thüringen. 1249 hielt Markgraf Heinrich III. von Meißen einen großen Gerichtstag ab. Seit 1331 ist der Ort eine Stadt, das Stadtrecht selbst wurde jedoch erst 1392 verliehen. Ab 1408 erhielt die Stadt eine eigenständige Gerichtsbarkeit. 1335 wütete ein Großbrand in der Stadt, 1350 brach die Pest aus. 1408 erhielt Buttstädt die vollständige Gerichtsbarkeit und das Vogteirecht. 1418 wurde auf einem alten Pergamentdokument der Allerheiligenmarket erwähnt. 1433 stellte Landgraf Friedrich IV. der Stadt einen „Begnadigungsbrief“ aus. Ein erneuter Großbrand suchte die Stadt 1450 heim und vernichtete fast alle Häuser.
1501 wurde mit dem Bau der Kirche begonnen, 1505 mit dem des Rathauses. Eine Steintafel an der Ostseite der Kirche berichtet: „Im Jahre des Herrn 1510, am zweiten Pfingstfeiertage, ist der erste Stein dieses Chores gesetzt worden.“ Am 10. September 1513 erteilte Kaiser Maximilian Graf Ernst zu Mansfeld die Erlaubnis, 14 Tage vor Michaelis einen Ochsenmarkt einzurichten. Buttstädt war ohnehin schon seit dem 15. Jahrhundert für seine Viehmärkte bekannt. Der Bau der Stadtmauer wurde 1529 begonnen. 1536 vereinten sich Buttstädt und Wendenstadt und zwei Jahre später wurde die St.-Johannes-Kirche der Wendenvorstadt zur Begräbniskirche und ihr Friedhof zum Gottesacker der Stadt. Das Kirchenschiff wurde 1550 gebaut, 1551 wurde der Bau der katholischen Kirche am Michaelistag beendet und die Kirche eingeweiht. Das Rastenberger Tor wurde 1558 fertiggestellt und 1563 der große Keller im Rathaus (Südflügel) verändert. Zwei Jahre später war der Rathausumbau vollendet. 1574 wurde eine Pflasterstraße vom Windtor bis zum Gottesacker gebaut, 1590 eine Pflasterstraße vom Brücktor bis zum Kochborn. 1591 erweiterte man den Begräbnisplatz durch den Abriss mehrerer Häuser, um 1592 den Schlussstein im Portal der Anlage zu setzen. Nach dem großen Brand von 1596 erteilte Herzog Wilhelm Ernst die Erlaubnis für einen vierten Jahrmarkt. Die Pest brach erneut 1597 aus. Am Campo Santo brachte man 1603 eine Widmungsinschrift an, die wahrscheinlich vom Architekten und Steinmetz Christoph German stammt.

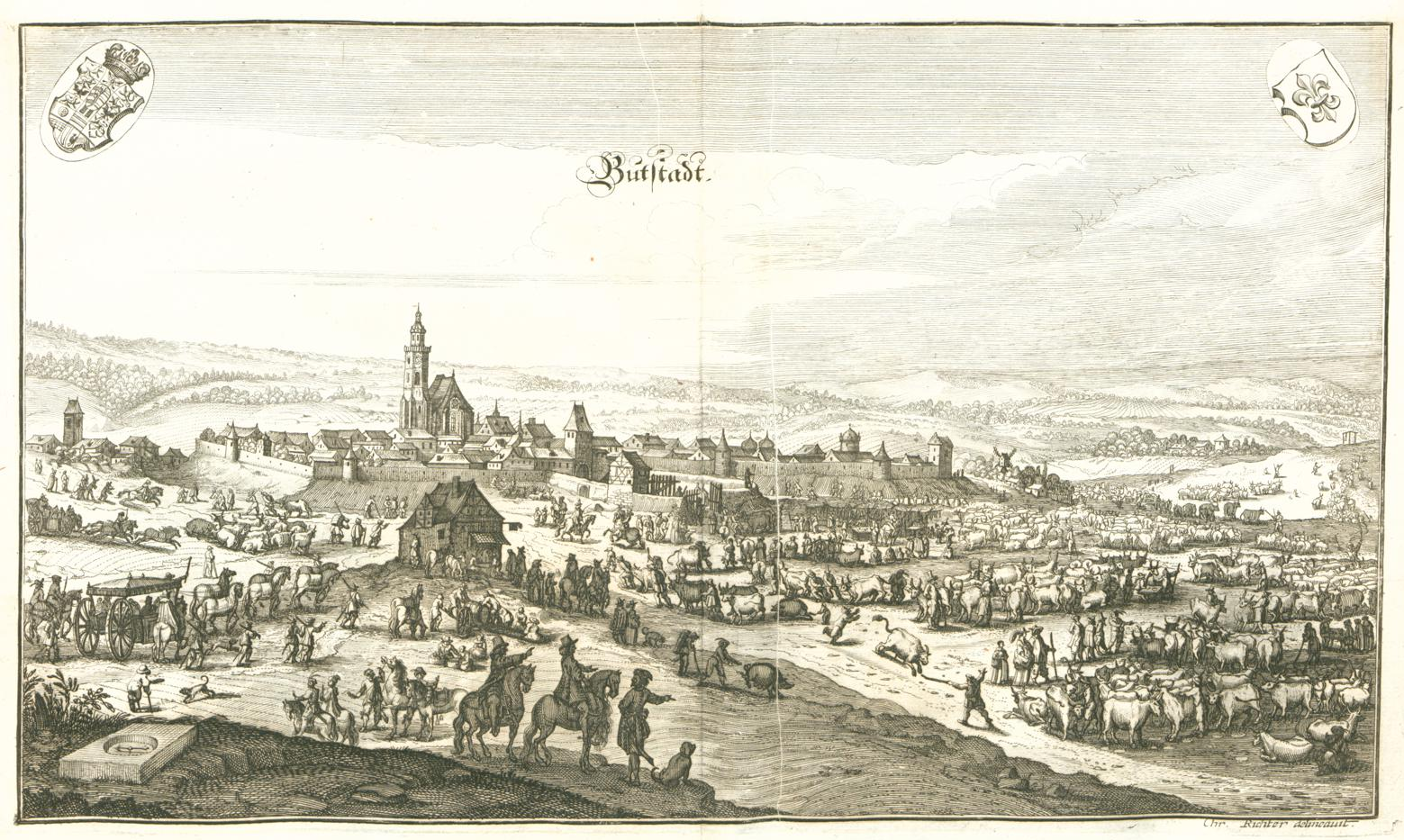
Buttstädt um 1650, Merian

Im 16. Jahrhundert war Buttstädt, das nur 17 km nordnordöstlich von Weimar liegt, einer der bedeutendsten Viehmärkte Europas, auf dem jeweils am 1. November Rinder aus Ungarn, Polen, Brandenburg und Pommern angeboten wurden. Mitte des 16. Jahrhunderts lieferten polnische Händler 16.000 bis 20.000 Rinder dorthin. Im Durchschnitt legte ein Viehtreck 25 km pro Tag zurück. Dabei lag das Schlachtgewicht der in Buttstädt gekauften Rinder um 1622 durchschnittlich bei 187 kg. Die jahrhundertelange Bedeutung des Viehmarktes wurde Ende des 19. Jhs. durch die Eisenbahn verdrängt.
1605 wurde eine Feuerspritze gekauft, die man „Feuerkunst“ nannte. Vermutlich kam sie 1632 zum Einsatz, nachdem der Kirchengiebel vom Blitz getroffen war. Während des Dreißigjährigen Kriegs zog am 28. September 1632 Herzog Bernhard der Große mit Kriegsvolk durch die Stadt, und auch Schwedenkönig Gustav Adolf übernachtete mit seinem Stab in der Stadt im gleichen Jahr. Zum dritten Mal wütete die Pest 1633/34 in der Stadt und kostete 659 der etwa 1500 Einwohner das Leben. Aus einem Bericht der Stadt Weimar ist zu entnehmen, dass 1640 zwei Fünftel der Flur von Buttstädt wüst waren und es nur noch 182 bewohnte Häuser gab. 1651 spaltete ein Blitz das Gemäuer des Turmes am Allerheiligen. 1681 verfügte Herzog Johann Ernst II. in einem gedruckten Erlass, dass in Sachsen-Weimar keine Zigeuner geduldet seien. Stattdessen zog erneut die Pest übers Land, vor allem in Rastenberg, Guthmannshausen und Großbrembach waren am ärgsten betroffen. In Buttstädt raffte sie bis 1685 375 Menschen dahin. 1684 legte das Dienstmädchen Elisabeth (Liese) Meyer ein Feuer, dem 180 Wohnhäuser, das Rathaus, beide Kirchen, die Schule und das Pfarrhaus am 18. Juli zum Opfer fielen. Die Reste der alten St.-Johannis-Kirche mussten daraufhin abgetragen werden. Am 5. August 1685 wurde die Brandstifterin selbst auf dem Scheiterhaufen verbrannt. Im gleichen Jahr erhielt die Stadt das Privileg, aufgrund der erlittenen Verluste durch Pest und den Großbrand, neben den drei bereits bestehenden Jahrmärkten zu Johannis, Michaelis und Allerheiligen einen weiteren Markt, den sogenannten Fastenmarkt abzuhalten, den heutigen Pferdemarkt. Die Kirche wurde am 29. Oktober 1689 in ihrer jetzigen Gestalt durch Anton Mylius (erster Superintendent) wieder eingeweiht. Aber schon am 24. Oktober 1690 stand der Kirchturm schief, da eine der neuen Glocken durch eine Fehlkonstruktion zu Schwingungen und Vibrationen im Turm führten.
Von 1697 an war Buttstädt Sitz einer Superintendentur und nach Aufhebung der eigenständigen Gerichtsbarkeit im Jahre 1812 dann einem Großherzoglichen Stadtgericht zugeordnet, das 1817 im Amt Buttstädt, dann 1850 im Justizamt und schließlich 1879 im Amtsgericht Buttstädt aufging. Vor der Gründung des Amts Buttstädt wurde die Stadt im 19. Jahrhundert zum Amt Hardisleben des Herzogtums Sachsen-Weimar-Eisenach gezählt.
Die Kirche erhielt 1700–1724 eine barocke Pfeifenorgel des Orgelbauers Peter Heroldt aus Apolda. Kirchendecke und Emporen wurden 1720 durch den italienischen Kunstmaler Francesco Domenico Minetti im Barock-Stil ausgestaltet. Herzog Ernst August nahm 1734 auf dem Rossplatz die Parade des Kürassierregiments ab, 1734 war Friedrich der Große vom 3. bis 11. Oktober im Schall’schen Haus einquartiert. 1735 kam Rittmeister Hans Joachim von Zieten nach Buttstädt. Bei Arbeiten am Kirchturm im Jahre 1782 fand sich unter anderem folgende Nachricht: König Friedrich der Große von Preußen hat im Siebenjährigen Krieg, vor der Schlacht bei Roßbach, vom 3. bis 11. Oktober 1757 im Schall’schen Hause in der Oberstadt im Quartier gelegen. Er war damals bereits gichtkrank und konnte an einem Feldlager nicht mehr teilnehmen. Wo genau das Schall’sche Haus gestanden hat, ist heute nicht mehr bekannt.

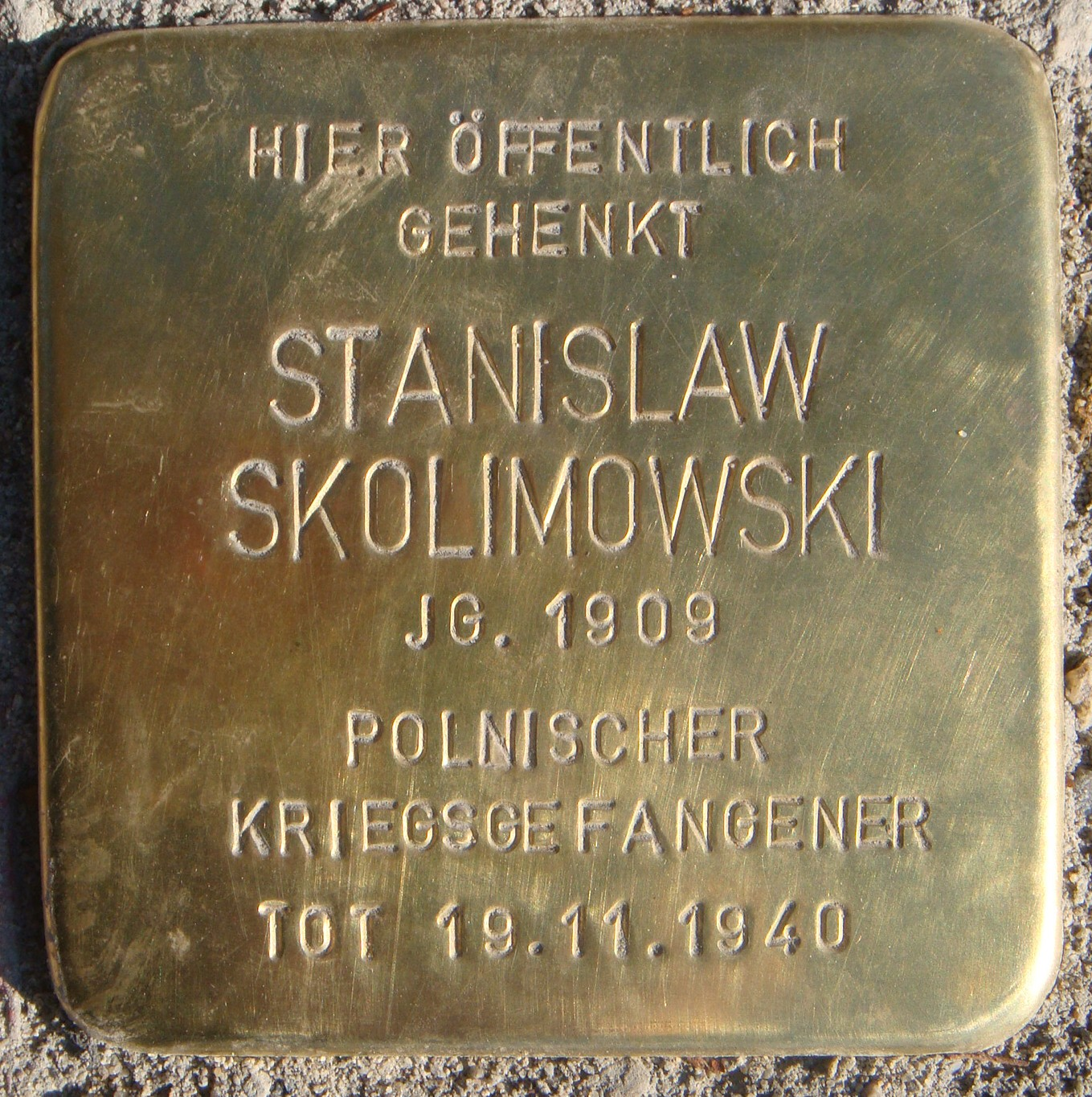
Stolperstein für einen ermordeten Polen an der Kreuzung Großemsener Weg/Neue Straße rechts vor der Pizzeria

Ende Januar 1794 waren 650 französische Kriegsgefangene im Rathaus und im Zollhaus und in den Scheunen am Brücktor, 33 Soldaten und 30 Buttstädter starben. 1806 wurde der Herzog von Braunschweig nach der Schlacht bei Auerstedt am 14. Oktober im Weimarer Hof verbunden. Am 3. Mai 1812 zogen 6000 französische Kavalleristen durch die Stadt, vermutlich auf dem Weg zur Völkerschlacht bei Leipzig. 1826 und 1827 verbrannten 126 Häuser. Die Feuerspritze von 1605 wurde zum letzten Mal 1884 eingesetzt. Die Glocke wurde 1904 gegen eine größere ausgetauscht. Großherzog Wilhelm Ernst und Gemahlin Carolina besuchten die Stadt am 7. Juli 1904. Am 12. November 1921 trug der Kirchenvorstand dem Gemeindevorstand die Übergabe des Campo Santo an, der Antrag wurde jedoch endgültig abgelehnt.
In der Zeit des Nationalsozialismus bestand in Buttstädt das Reichsarbeitsdienstlager Abteilung 7/231, in dem junge Männer aus Thüringen zu Bauarbeiten auch zum Zweck der Kriegsvorbereitung eingesetzt wurden. Mit der einsetzenden Verfolgung von Bürgern aus politischen, rassistischen und religiösen Gründen setzte auch Widerstand aus der Arbeiterklasse ein. Zu ihnen gehörte Johannes Enke, der 1945 an den Folgen seiner Haft im KZ Buchenwald verstarb. An ihn erinnerte in der DDR-Zeit eine Straße. Johannes Enke war in der Zeit des Nationalsozialismus durch zahlreiche Bürger als Spitzel denunziert worden. Nach Recherchen der Geschichtswerkstatt des Prager-Haus-Vereins Apolda wurden die in Buttstädt umlaufenden Gerüchte über eine angebliche Spitzeltätigkeit des Kommunisten Enke gegen seine Genossen als unzutreffend nachgewiesen. Angeregt durch diese Forschungen bildete sich in Buttstädt eine Interessengruppe, die im Einverständnis mit Bürgermeister und Stadtrat beschloss, für Enke einen Stolperstein verlegen zu lassen. Die 1938 gemeldeten zehn jüdischen Bürger der Stadt wurden verfolgt, in die Emigration getrieben bzw. ermordet. Auch eine Sinti-Familie und ein homosexueller Mann wurden Opfer der Nazidiktatur. Während des Zweiten Weltkrieges mussten über 400 Kriegsgefangene sowie Frauen und Männer aus den von Deutschland besetzten Ländern Zwangsarbeit verrichten: bei einem Omnibusbetrieb, bei der Bahnmeisterei, beim Raiffeisenlager, im Stadtgut Becker. Zahlreiche Opfer der Zwangsarbeit wurden auf dem Friedhof begraben, ihre Gräber sind aber nicht mehr auffindbar. Eine 20-jährige Frau wurde 1940 wegen Kontakten zu einem französischen Kriegsgefangenen mit neun Monaten Gefängnis bestraft. Eine Buttstädterin, die eine Beziehung mit einem polnischen „Ostarbeiter“ hatte, wurde 1943 bei den Nationalsozialisten angeschwärzt, kahl geschoren, am Rathausbrunnen an den Pranger gestellt und zu vier Jahren Zuchthaus verurteilt. Der Pole wurde auf dem Roßplatz öffentlich erhängt. Zwangsarbeiter aus Buttstädt und Umgebung mussten bei der Hinrichtung zugegen sein.
1978 wurde aus bautechnischen Gründen die Michaeliskirche geschlossen (heute wieder geöffnet). Seit 1992 bis heute wird das Rathaus instand gesetzt.
Am 15. Oktober 2011 wurden von dem Kölner Aktionskünstler Gunter Demnig drei Stolpersteine verlegt: für einen ermordeten polnischen Kriegsgefangenen, ein vierjähriges Opfer der NS-„Euthanasie“ und für den kommunistischen Widerstandskämpfer Johannes Enke.

### Buttstädt als Stadt der Pferdemärkte
Nach dem großen Stadtbrand von 1684 erhielt Buttstädt als Ausgleich für das verheerende Brandunglück das Privileg, neben den drei bereits bestehenden Jahrmärkten zu Johannis, Michaelis und Allerheiligen einen vierten Markt abzuhalten, den so genannten Fastenmarkt. Die erste schriftliche Erwähnung eines freien Jahrmarktes findet sich in einem Schreiben des Erfurter Rates aus dem Jahre 1428. In dieser Zeit wurden insbesondere Rinder in gewaltigen Stückzahlen angetrieben. Nach dem Dreißigjährigen Krieg wurde Buttstädt zur Stadt der Pferdemärkte, wodurch der Ort zu einem beachtlichen Wohlstand gelangte, der wiederum eine rege Bautätigkeit auslöste. Dem Engagement vieler Bürger ist es zu verdanken, dass sich seit 1982 der Thüringer Pferdemarkt der Neuzeit in Buttstädt zu einem wahren Volksfest entwickelt hat und jedes Jahr zum ersten Juliwochenende tausende Besucher in seinen Bann zieht.

### Gemeindeneugründung
Im Rahmen der Gebietsreform in Thüringen wurde zum 1. Januar 2019 aus der Stadt Buttstädt und den Gemeinden Ellersleben, Eßleben-Teutleben, Großbrembach, Guthmannshausen, Hardisleben, Kleinbrembach, Mannstedt, Olbersleben und Rudersdorf die neue Landgemeinde Buttstädt gegründet. Das Stadtrecht ging dabei verloren. Zuvor waren sie seit 1991 bzw. 1995 in der Verwaltungsgemeinschaft Buttstädt zusammengeschlossen.

### Einwohnerentwicklung
Entwicklung der Einwohnerzahl:
| - 1830 – 1.957 - 1994 – 3.088 - 1995 – 3.035 - 1996 – 2.989 - 1997 – 2.993 - 1998 – 2.988 | - 1999 – 2.998 - 2000 – 2.945 - 2001 – 2.937 - 2002 – 2.840 - 2003 – 2.729 - 2004 – 2.686 | - 2005 – 2.655 - 2006 – 2.644 - 2007 – 2.634 - 2008 – 2.587 - 2009 – 2.598 - 2010 – 2.511 | - 2011 – 2.479 - 2012 – 2.458 - 2013 – 2.469 - 2014 – 2.475 - 2015 – 2.566 - 2016 – 2.481 | - 2017 – 2.502 - 2018 – 2.522 - 2019 – 6.660 * - 2020 – 6.633 - 2021 – 6.673 |

## Politik

### Gemeinderat
Die Gemeinderatswahl am 26. Mai 2019, nach der Gründung der neuen Landgemeinde, führte zu folgendem Ergebnis für die Zusammensetzung des Gemeinderats:
| Partei | Stimmenanteil | Sitze |
| ------ | ------------- | ----- |
| CDU    | 38,7 %        | 8     |
| WLB 1  | 31,6 %        | 6     |
| AfD    | 18,3 %        | 4     |
| SPD    | 7,0 %         | 1     |
| Grüne  | 4,4 %         | 1     |

### Bürgermeister
Bei der Kommunalwahl 2010 wurde Norbert Kresse (FDP) zum ehrenamtlichen Bürgermeister gewählt. Nach dessen Rücktritt Ende Oktober 2012 gewann Hendrik Blose (SPD) die Neuwahl am 20. Januar 2013 und war seitdem ehrenamtlicher Bürgermeister von Buttstädt. Bei der Bürgermeisterwahl am 4. November 2018 wurde Blose (mittlerweile CDU) mit 98,6 % der Stimmen im Amt bestätigt. Nach der Neugründung der Gemeinde war jedoch wieder eine Bürgermeisterwahl nötig, die ebenfalls Hendrik Blose gewann, diesmal mit 96,5 % der Stimmen. Dadurch wurde er hauptamtlicher Bürgermeister der neuen Landgemeinde.

### Wappen
Blasonierung: „In Blau ein silbern gekleideter Engel mit goldenem Schwert in der erhobenen Rechten, in der Linken eine goldene Waage haltend, zu seinen Füßen ein auf dem Rücken liegender grüner Drachen, belegt mit einem kleinen blauen Schild, darin eine silberne Lilie.“
Bereits auf dem ersten Siegel aus dem 14./15. Jahrhundert ist eine silberne Lilie zu sehen sowie der Erzengel Michael, der Schutzpatron der Stadtkirche.
Der Erzengel Michael lässt sich als Drachentöter und später als Seelenwäger deuten. Die silberne Lilie auf blauem Grund ist das Symbol der reinen Gerechtigkeit.

## Kultur und Sehenswürdigkeiten
Buttstädt besitzt einen mittelalterlichen Stadtkern. Die teilweise noch vorhandene Stadtmauer, das Brückentor und das Rastenberger Tor stehen neben weiteren 42 Einzelobjekten unter Denkmalschutz. Besonders sehenswert ist die spätgotische Michaeliskirche (Baubeginn 1511) mit ihrem um 1727 entstandenen Kanzelaltar aus Holz (mit 14 lebensgroßen Figuren) und das Renaissance-Rathaus (1501–1606). In unmittelbarer Nähe befindet sich der Michaelisbrunnen von 1597 mit dem Schutzpatron der Stadt, St. Michael.
Historisch besonders bemerkenswert ist der Camposanto, ein Friedhof aus dem Ende des 16. Jahrhunderts mit ca. 160 Grabsteinen des Barock, Rokoko und Klassizismus. Seit einigen Jahren erfolgen aufwändige Sanierungs- und Restaurierungsarbeiten, doch ist diese historische Friedhofsanlage, als vermutlich in italienisch-französischem Stil und somit einzigartig nördlich der Alpen ausgewiesen, auch gegenwärtig für den Publikumsverkehr zugänglich. Der Anlage vergleichbar ist nur noch der Stadtgottesacker in Halle (Saale) erhalten.

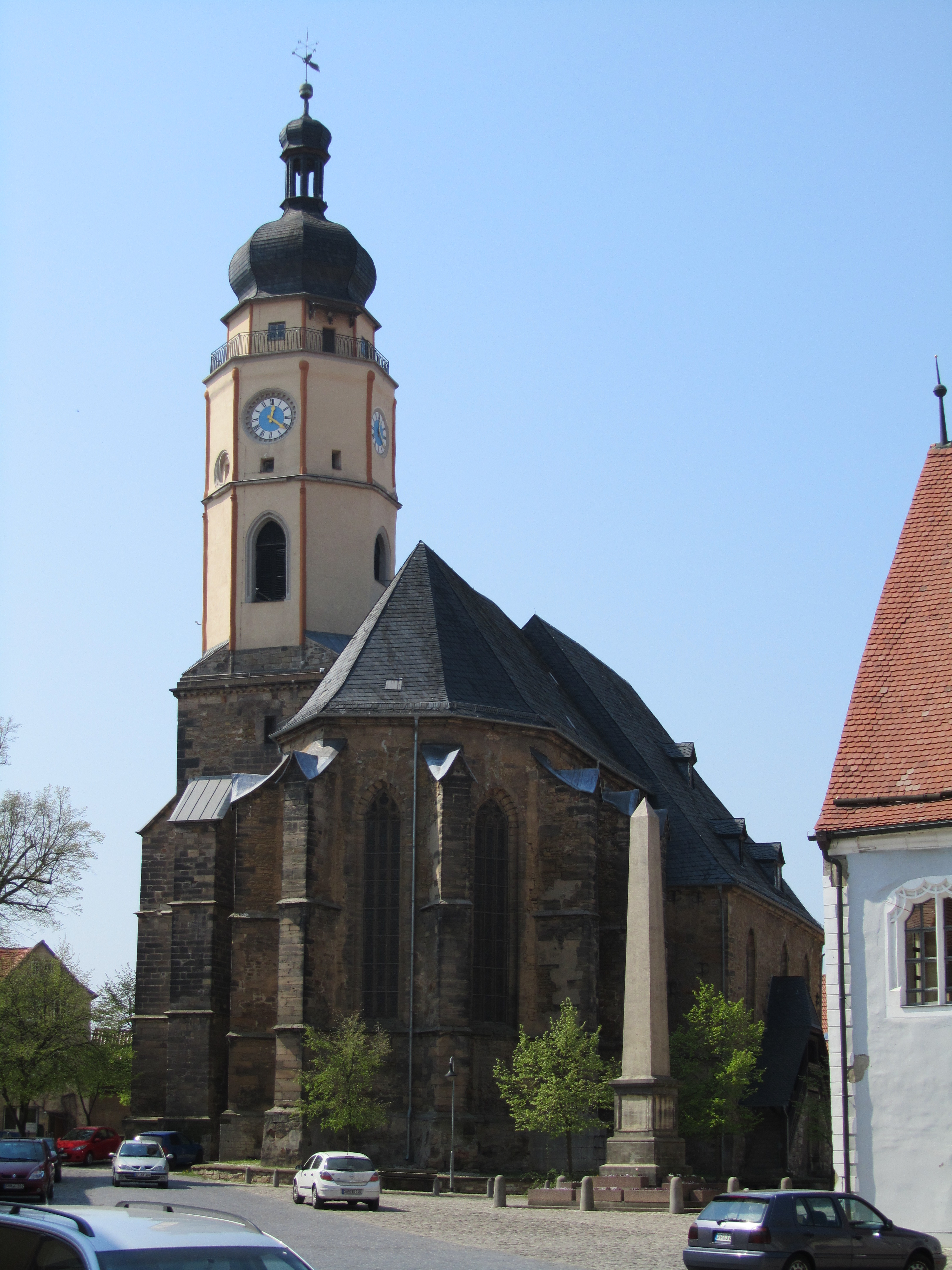
Stadtkirche, Ansicht von Osten (Lage→)
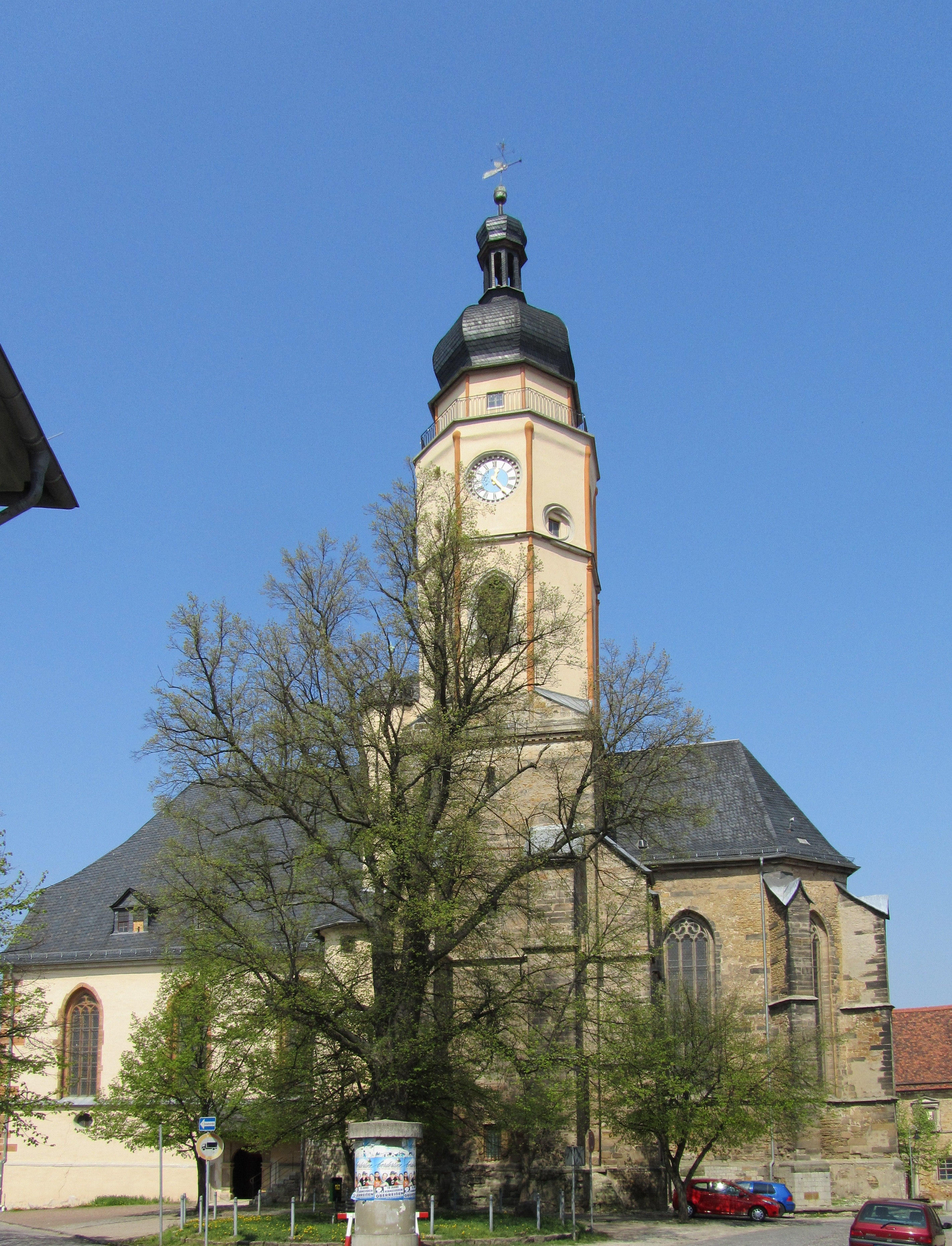
Stadtkirche, Ansicht von Süden
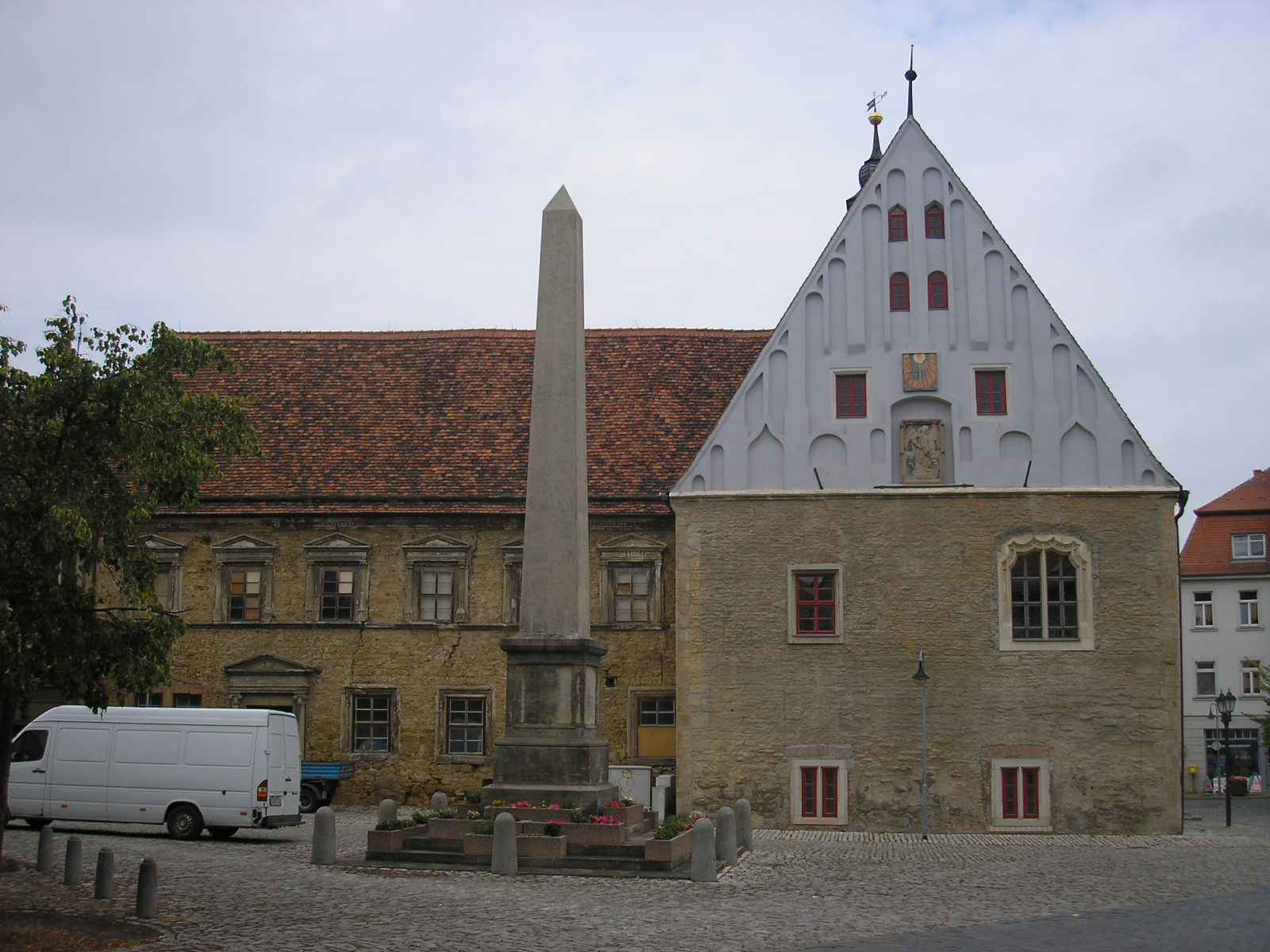
Rathaus, südlicher Nebenflügel
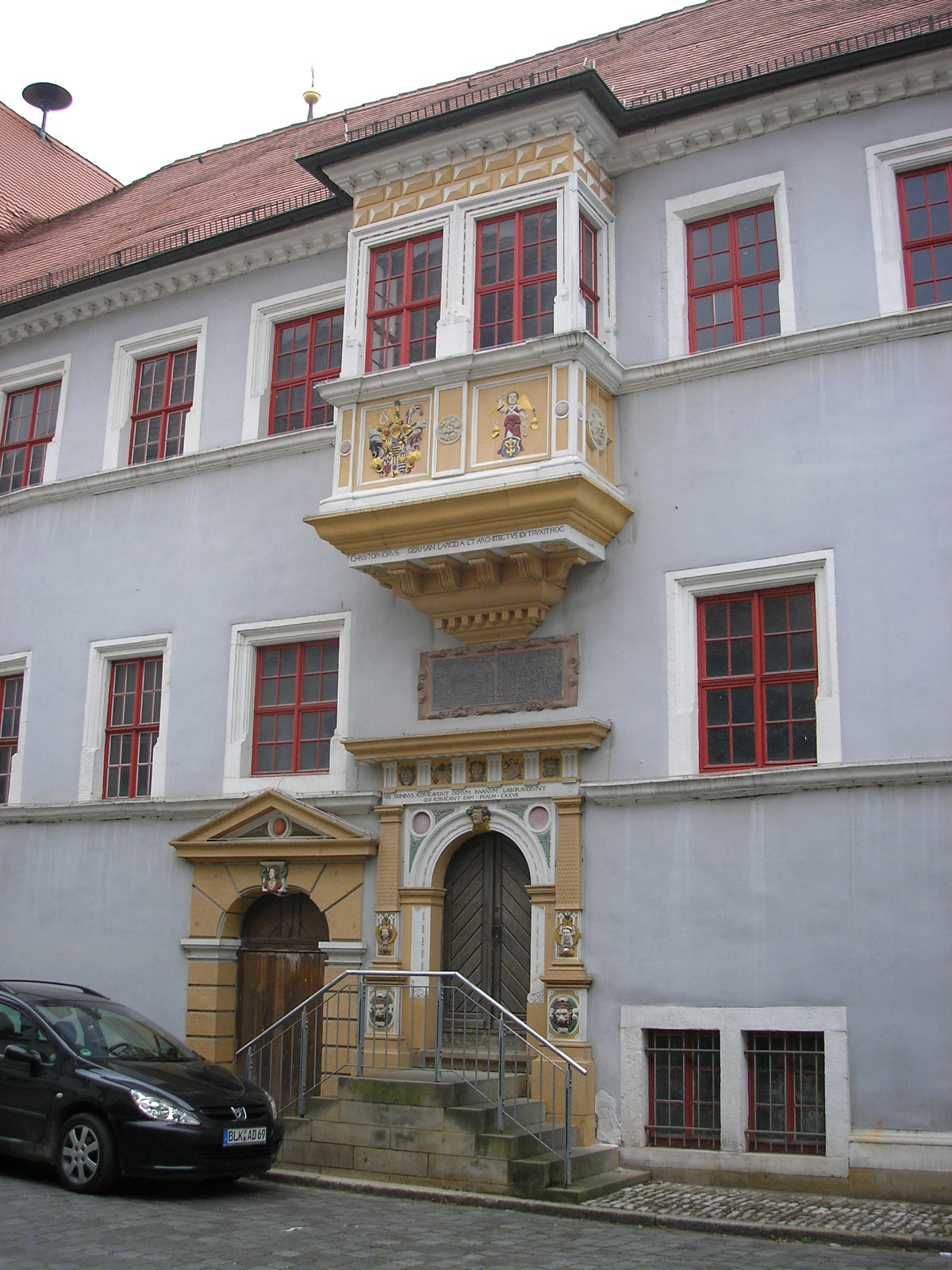
Rathaus, Portal und Erker des nördlichen Nebenflügels
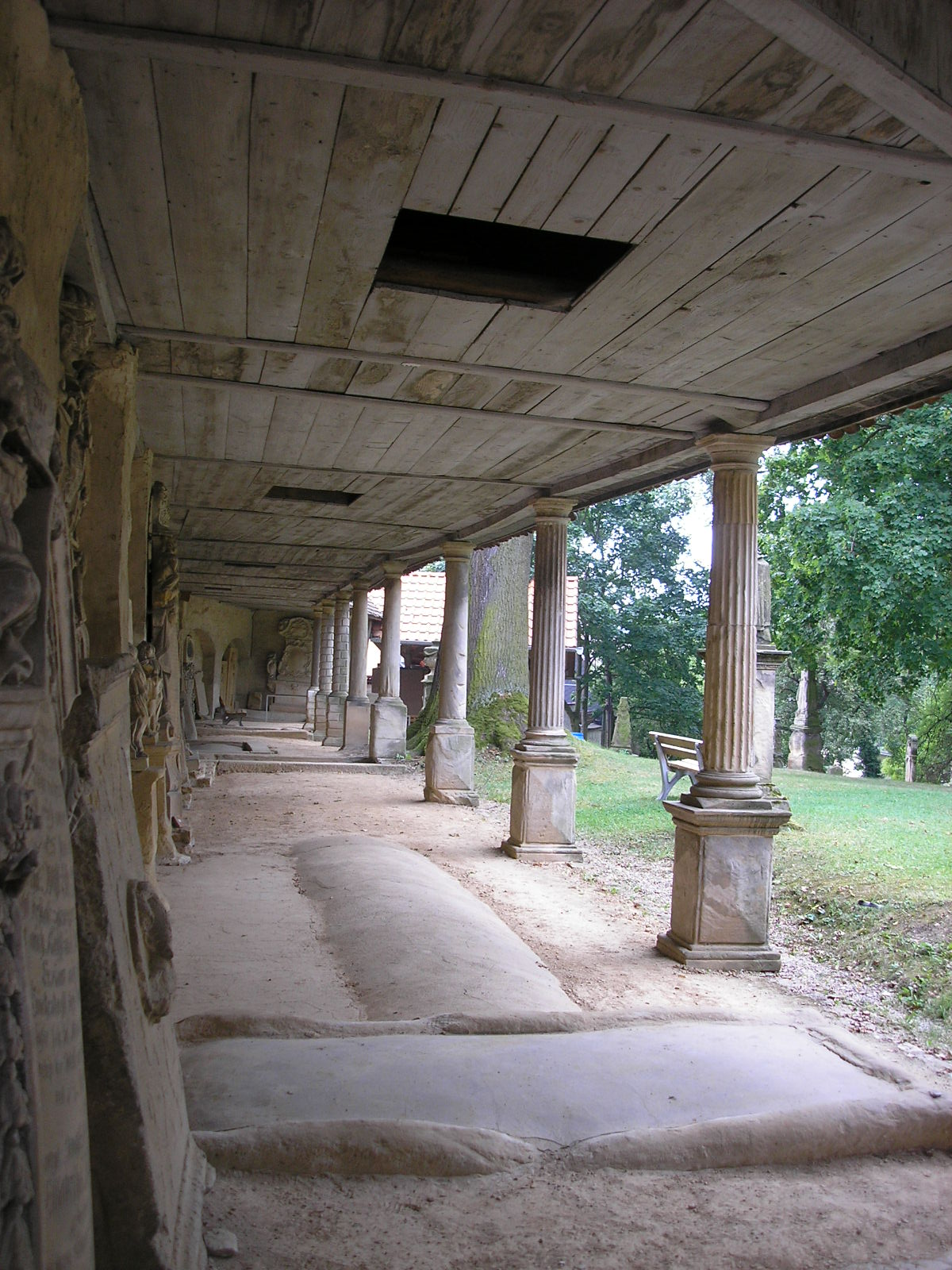
Blick in den Camposanto (historischer Friedhof)
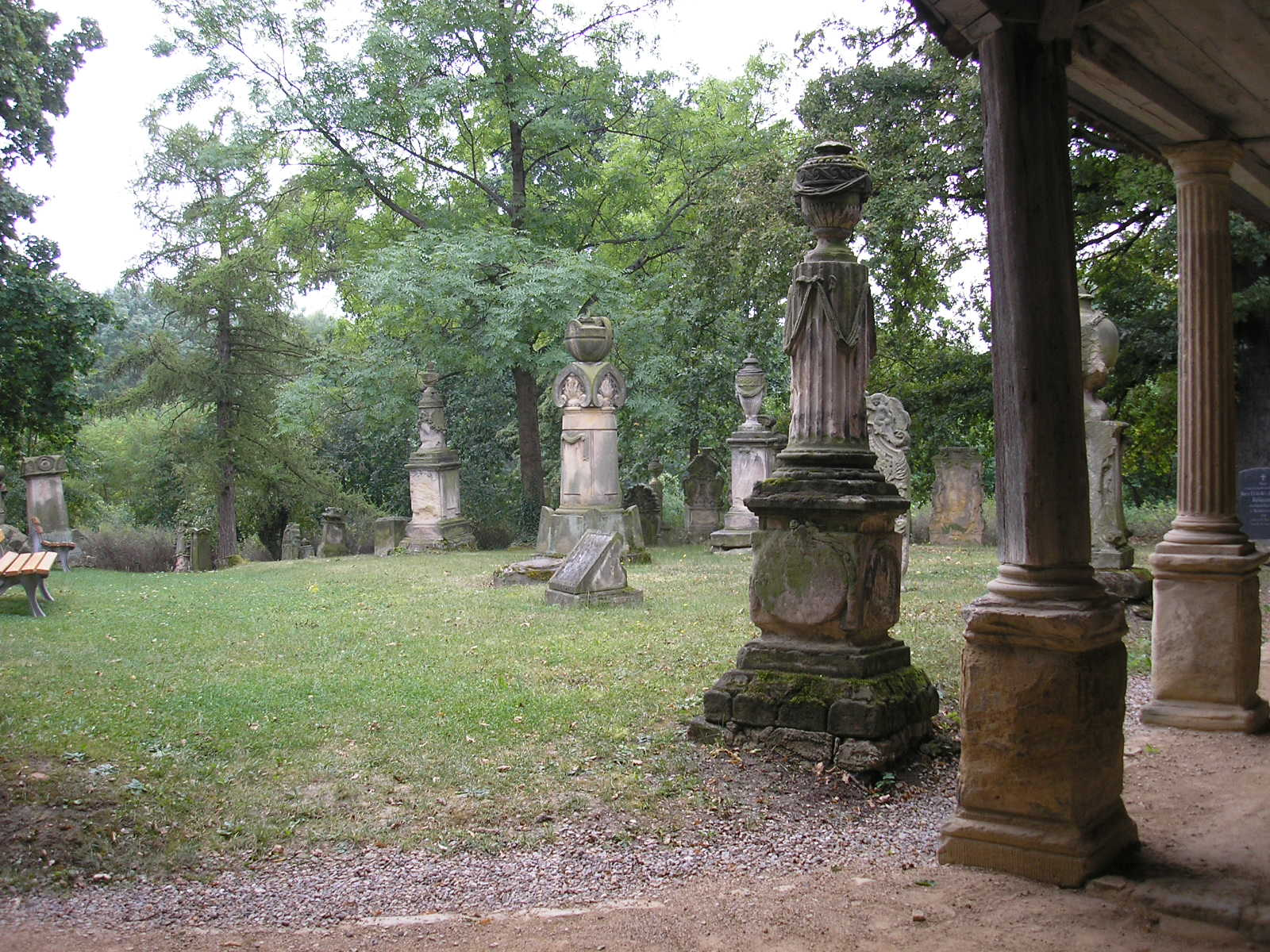
Gräber im Camposanto

## Wirtschaft und Infrastruktur

### Frühere Unternehmen
- MOB, Mechanische Ohrenschützer-Fabrik

Die Ohrenschützer als Kälteschutz wurden am 14. November 1902 von Hugo Hüttenrauch in Buttstädt erfunden und patentrechtlich geschützt. Nach der Verstaatlichung Anfang der 1970er Jahre durch die DDR wurde der Betrieb am 31. Dezember 1975 gänzlich eingestellt.
- VEB Thükofa Buttstädt, Thüringer Konservenfabrik

Bedeutender Hersteller von hauptsächlich Gemüsekonserven. Wurde nach der Wende aufgelöst.

### Ansässige Unternehmen
- Buttstädter Vollkornbäckerei GmbH, Herstellung von Backwaren, 30 Beschäftigte
- Metallverarbeitung Buttstädt GmbH, Herstellung von Werkzeugmaschinen, 81 Beschäftigte
- Gesellschaftsbau Buttstädt GmbH, Bauunternehmen, ca. 100 Beschäftigte
- System-Bau GmbH, Bauunternehmen
- Beton-Elemente GmbH, Herstellung von Betonteilen
- Metzgerei Bennewitz
- Günther Spelsberg GmbH + Co. KG, Herstellung von Elektroinstallationsprodukten, ca. 100 Mitarbeiter am Standort Buttstädt
- Royal For Events GmbH & Co. KG – Eventfirma mit Schwerpunkt Vermietung und Durchführung von Veranstaltungen mit Werbe- und Eventgeräten sowie Produktion

### Regelmäßige Veranstaltungen
- Buttstädter Taubenmarkt an jedem Donnerstag im Februar
- Thüringer Pferdemarkt Buttstädt am ersten Wochenende im Juli

### Verkehr

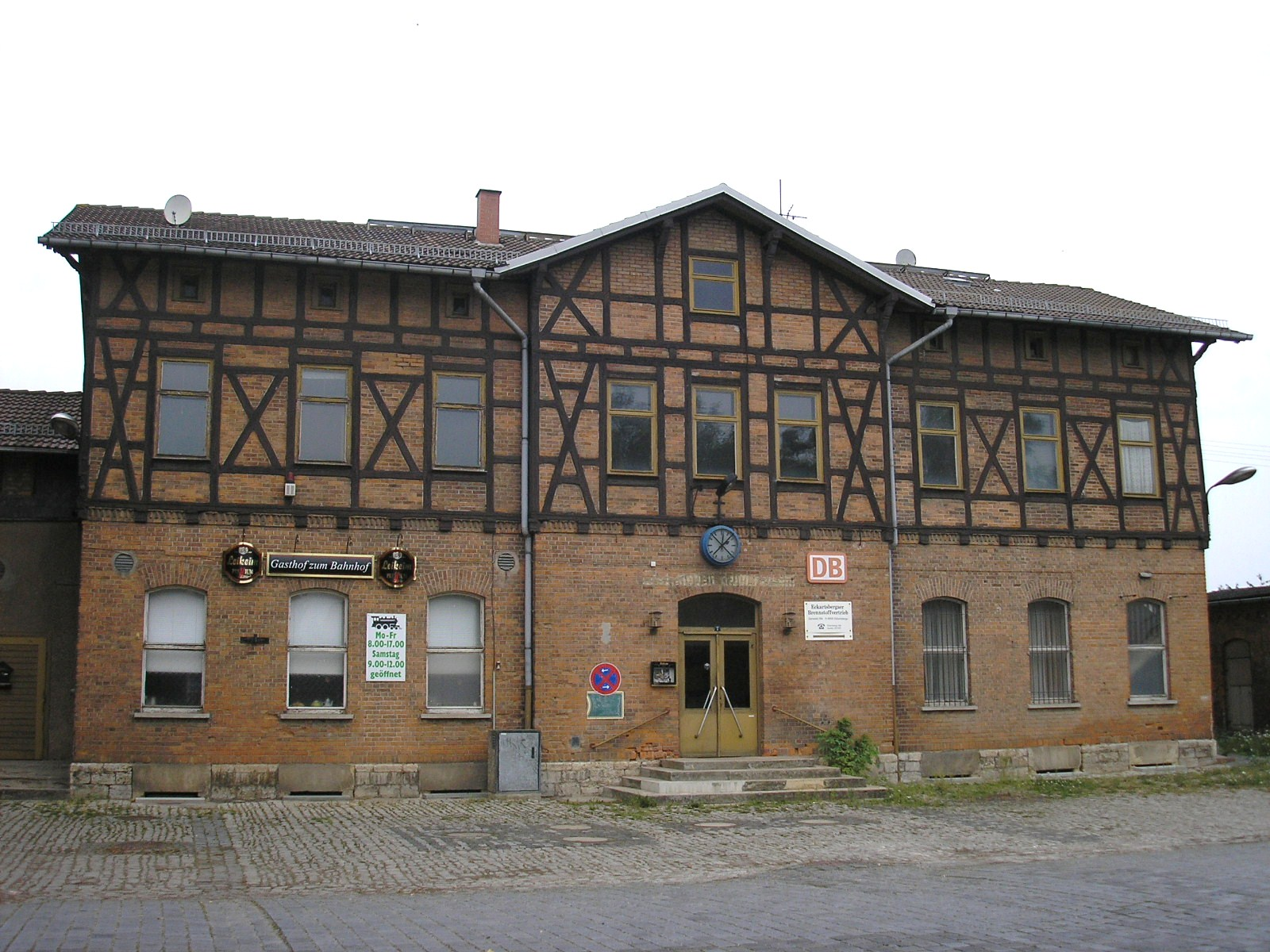
Bahnhofsgebäude von der Straße

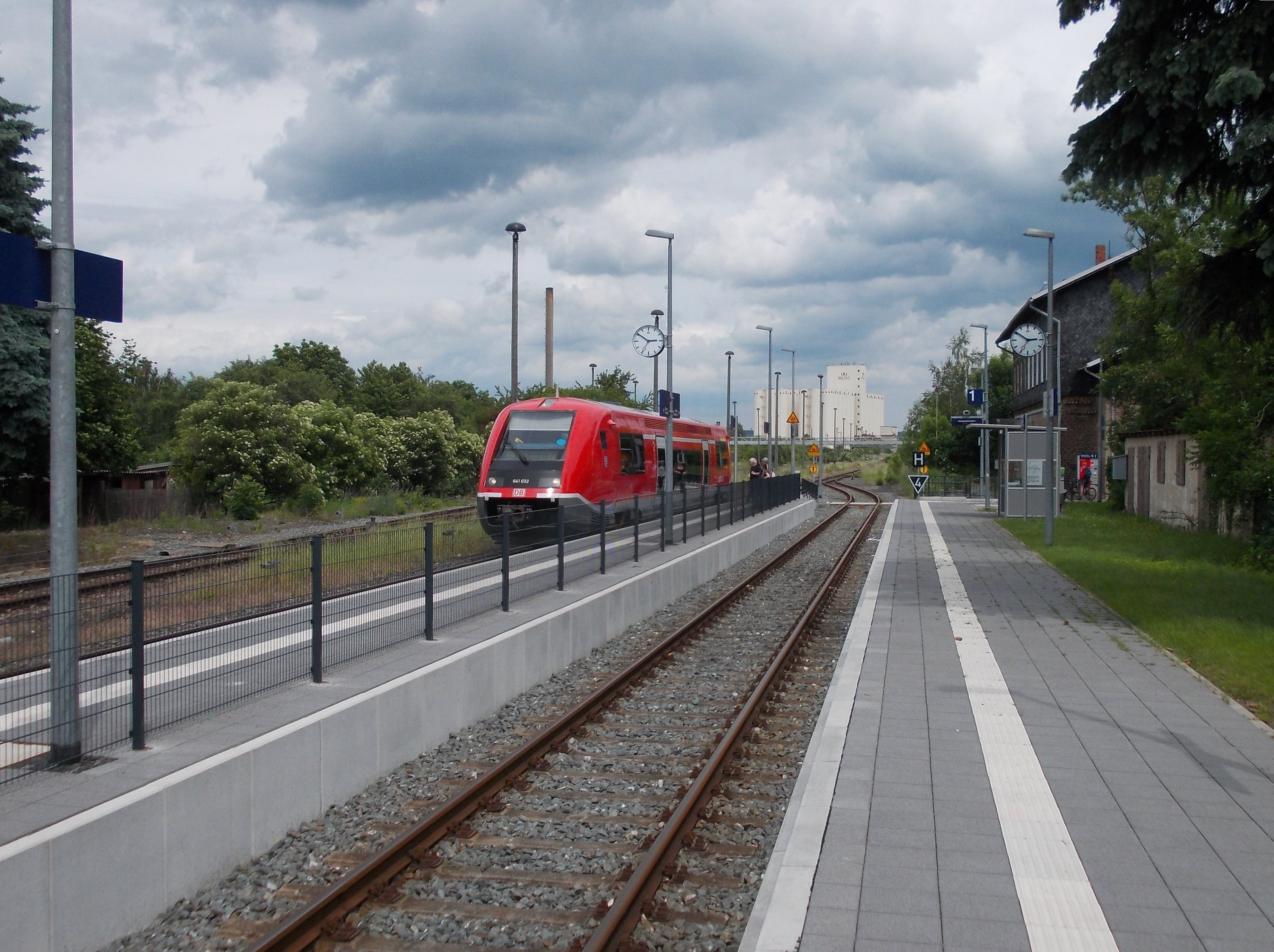
Moderne Bahnhofsanlagen

Buttstädt ist durch die Landesstraßen L1057, L1058 und die Oberwendenstraße erreichbar. Die regionalen Verkehrsgesellschaften ÖPNV Sömmerda, PVG Weimarer Land und PVG Burgenlandkreis betreiben den Nahverkehr; u. a. nach Weimar, Apolda, Naumburg und Sömmerda bestehen täglich Verbindungen. Der Bahnhof Buttstädt liegt an der Bahnstrecke Straußfurt–Großheringen. Es enden zweistündlich Regionalbahnen der Erfurter Bahn als Linie RB 27 (Pfefferminzbahn) aus Richtung Sömmerda. Bis Dezember 2017 fuhren auch Züge weiter nach Großheringen an der Bahnstrecke Halle–Bebra sowie einzelne Verstärker für einen Stundentakt nach Sömmerda.
Nordwestlich von Buttstädt verläuft die Neubaustrecke Erfurt–Leipzig/Halle. Dort befindet sich die Gänsebachtalbrücke, die mit dem Deutschen Brückenbaupreis 2014 ausgezeichnet wurde.
Buttstädt war vom 26. Juni 1887 bis zum 11. April 1946 (der Ortsteil Buttstädt mit dem Bahnhof durch einen Abzweig von 18. November 1891 bis 1910) an die im Volksmund Laura genannten Schmalspurbahn Weimar–Rastenberg/Großrudestedt, die von der Weimar-Rastenberger Eisenbahn-Gesellschaft (WREG) mit Sitz in Weimar betrieben wurde, angebunden. Die Ortsteile Großbrembach, Guthmannshausen, Mannstedt und Hardisleben waren jeweils mit einem eigenen Bahnhof ebenfalls an die Laura angebunden.

### Wasserver- und Abwasserzweckverband
Mit Ausnahme des Gebiets der ehemaligen Gemeinde Rudersdorf, welches von der Apoldaer Wasser GmbH versorgt wird, wird die Wasserversorgung der Landgemeinde Buttstädt vom Trinkwasserzweckverband „Thüringer Becken“ organisiert. Abwasserbeseitigungspflichtiger auf dem Gebiet der Gemeinde Buttstädt ist überwiegend der Abwasserzweckverband „Finne“. Die Gebiete der ehemaligen Gemeinden Großbrambach und Kleinbrembach entsorgt der Abwasserzweckverband „Scherkondetal“ und das Gebiet der ehemaligen Gemeinde Rudersdorf wird vom Abwasserzweckverband Apolda entsorgt.

### Bildung
In Buttstädt befinden sich die Grundschule Sophienschule, die staatliche Prof.-Gräfe-Regelschule und das Staatliche regionale Förderzentrum Buttstädt.

## Persönlichkeiten

### Ehrenbürger
- Ernst Behr (1847–1929), evangelischer Superintendent
- Paul von Hindenburg (1847–1934), Generalfeldmarschall[17]

### Söhne und Töchter Buttstädts
- Johann Tobias Krebs (1718–1782), Philologe
- Johann Lorenz Julius von Gerstenberg (1749–1813), Graphiker
- Johann Christoph Fahner (1758–1802), Arzt[18]
- Johann Gottfried Zunkel (auch Zunckel) (1760 oder 1765–1843), Hauslehrer und Theologe
- Friedrich Wilhelm Theile (1801–1879), Mediziner
- Heinrich Graefe (1802–1868), Pädagoge
- Wilhelm Gustav Eduard Fischer (1803–1868), Jurist und Mitglied der Frankfurter Nationalversammlung
- Karl Salzmann (1821–1906), Reichstags- und Landtagsabgeordneter
- Gustav Lothholz (1822–1903), klassischer Philologe und Gymnasialdirektor
- Hermann Schwabe (1830–1874), Statistiker[19]
- Otto Heinz Engler (1894–unbekannt), Politiker; Oberbürgermeister der Stadt Gießen
- Ortrun Wenkel (* 1942), Opernsängerin
- Wolfram Lauterbach (* 1952), Leichtathlet
- Karin Lustgart (* 1952), Basketballspielerin
- Henry Lauterbach (* 1957), Leichtathlet, der sowohl im Hochsprung als auch im Weitsprung zur Weltklasse gehörte
- Thomas Krüger (* 1959), Politiker (SPD) und Präsident der Bundeszentrale für politische Bildung

### Personen, die mit Buttstädt in Verbindung stehen
- Lorenz Reinhard (1700–1752), Superintendent von Buttstedt
- Johann Samuel Schröter (1735–1808), Theologe
- Christian Friedrich Gottfried Teuscher (1791–1865), evangelischer Oberpfarrer, Superintendent, Schriftsteller und Buchautor
- Else Hertzer (1884–1978), Malerin, Graphikerin
- Johannes Enke (1899–1945), Kommunist und Widerstandskämpfer gegen das NS-Regime